# Prélude et fugue en si mineur (BWV 893)
Le Clavier bien tempéré II
Pour un article plus général, voir Le Clavier bien tempéré.
Le prélude et fugue en si mineur, BWV 893 est le vingt-quatrième et dernier prélude et fugue du second livre du Clavier bien tempéré de Jean-Sébastien Bach, compilé de 1739 à 1744.
Le dernier diptyque de l'œuvre apparaît modeste en comparaison de l'impressionnant prélude et fugue en si majeur précédent. Bach, désinvolte, semble refuser l'apothéose et ajoute deux pièces plus légères « pour le plaisir ». Le prélude est néanmoins sérieux et non sans quelques violences. La petite fugue à trois voix qui suit, est rieuse, entraînée par son pimpant caractère dansant.

## Prélude
Le prélude, noté  (selon la copie d'Altnikol de 1744), comprend 33 mesures. 
Beaucoup d'éditions le figurent en mesure à 
 (66 mesures), suivant en cela le manuscrit autographe (1742). À l'audition, entre l'autographe et la copie d'Altnikol, il n'y a aucune différence. Le seul argument subtil en faveur de la copie, étant que ce qui est considéré comme ornement, c'est-à-dire à jouer avec plus de liberté, se reporte sur les triples-croches en forme de gruppetto. Les croches parlantes de la mesure 3 se rapprochant d'autant du thème de la fugue.
La pièce est en forme d'invention à deux voix où les mains se partagent deux mélodies sinueuses, si « parfaitement pleines et complètes qu'on a du mal à les faire dialoguer et qu'on ne sait à chaque ligne, à laquelle accorder la prééminence ». Le style est sérieux, emprunt d'une certaine violence et appartenant sans doute à la maturité de Bach. L'invention est en style de concerto, parcourant les tons voisins de si mineur : ré majeur (mesure 9), mi mineur (mesure 13), fa-dièse mineur (mesure 21), pour revenir au ton (mesure 30) — la brusque cassure avec point d'orgue (mesure 29) étant un des traits de la dernière manière de Bach.

La pièce est construite en trois sections. Elle progresse de manière très carrée de deux mesures en deux mesures (quatre dans la version 1742), jusqu'au point d'orgue. Bach poursuit par un retour du thème à la main gauche et ajoutant des accords dès la mesure 31, conclu en si mineur.

## Fugue
La fugue à trois voix, est notée 
 et totalise 100 petites mesures. 
Au lieu de conclure le second cahier avec une œuvre en apothéose comme il l'avait fait dans le premier livre, Bach tire sa révérence de manière désinvolte, avec une fugue aux allures de fughetta. Ce point constitue l'un des problèmes lorsque le recueil est joué de bout en bout. C'est l'un des arguments selon lequel le second livre est un recueil de pièces non liées entre elles, puisque ce couple pourrait être positionné n'importe où, dans n'importe quelle tonalité. Cependant Bach ne cherche pas à reproduire le premier cahier, mais à le compléter.
Le sujet au rythme de passepied, est rieur et léger, avec des sauts d'octaves au caractère jovial. Un premier contre-sujet l'accompagne dans l'exposition (imitation du sujet puis roulade de trille à l'effet de joie de vivre), mais il est abandonné pour le développement, qui en voit surgir un autre (mesure 29) très instrumental, qui l'accompagne alors systématiquement — même lorsque le registre est le même (mesures 57–59).

La dernière phrase (mesures 87–100) contient une strette des cinq premières notes du sujet. Les petites appoggiatures dissonantes du dernier accord est un ajout tardif, absent du manuscrit de Londres. La satisfaction repose sur la cadence picarde qui fait sonner le ré , accord surmonté d'un point d'orgue.

Le second contre-sujet :

## Manuscrits
Les manuscrits considérés comme les plus importants sont de la main de Bach lui-même ou d'Anna Magdalena. Ils sont :
- source « A », British Library Londres (Add. MS. 35 021), compilé dans les années 1739–1742[9]. Comprend 21 paires de préludes et fugues : il manque  ut  mineur, ré majeur et fa mineur (4, 5 et 12), perdues[9] ;
- source « B », Bibliothèque d'État de Berlin (P 430), copie datée de 1744, de Johann Christoph Altnikol[10].

## Postérité
Théodore Dubois en a réalisé une version pour piano à quatre mains, publiée en 1914.